# Lluvia (álbum)
Lluvia es el segundo álbum de estudio de la cantante y compositora ilicitana Verónica Romeo, lanzado en octubre de 2003.

## Lista de canciones
1. Lluvia - 3'39
2. Tal vez - 3'11
3. No hay otro amor - 4'03
4. Antes de llorar - 4'07
5. Aquí - 3'03
6. Magnético - 3'43
7. Suerte que te tengo - 3'15
8. Ya siento el amor - 4'13
9. Dos & Dont's - 4'32
10. No other love - 4'20
11. Canción Del Fuego Fatuo (El Amor Brujo)

## Videoclips
- No hay otro amor 
Lanzamiento: noviembre de 2003
Dirección: Miguel Martí
- Tal vez
Lanzamiento: febrero de 2004
'Dirección: Miguel Martí

- Datos: Q5977893